# 伊格斯海姆
伊格斯海姆是德国巴登-符腾堡州的一个市镇。总面积42.84平方公里，总人口5673人，其中男性2792人，女性2881人（2011年12月31日），人口密度132人/平方公里。